# César Román Rodríguez
César Román Rodríguez Hernández (20 de agosto de 1994) es un deportista mexicano que compite en taekwondo. Ganó una medalla en el Campeonato Mundial de Taekwondo de 2022, y cinco medallas en el Campeonato Panamericano de Taekwondo entre los años 2010 y 2021.

## Palmarés internacional
| Campeonato Mundial      | Campeonato Mundial       | Campeonato Mundial | Campeonato Mundial |
| Año                     | Lugar                    | Medalla            | Categoría          |
| ----------------------- | ------------------------ | ------------------ | ------------------ |
| 2022                    | Guadalajara (México)     | Medalla de plata   | –54 kg             |
| Campeonato Panamericano |                          |                    |                    |
| Año                     | Lugar                    | Medalla            | Categoría          |
| 2010                    | Monterrey (México)       | Medalla de oro     | –54 kg             |
| 2014                    | Aguascalientes (México)  | Medalla de oro     | –54 kg             |
| 2016                    | Querétaro (México)       | Medalla de oro     | –54 kg             |
| 2018                    | Spokane (Estados Unidos) | Medalla de bronce  | –54 kg             |
| 2021                    | Cancún (México)          | Medalla de plata   | –54 kg             |